# 24-Stunden-Rennen von Le Mans 1993

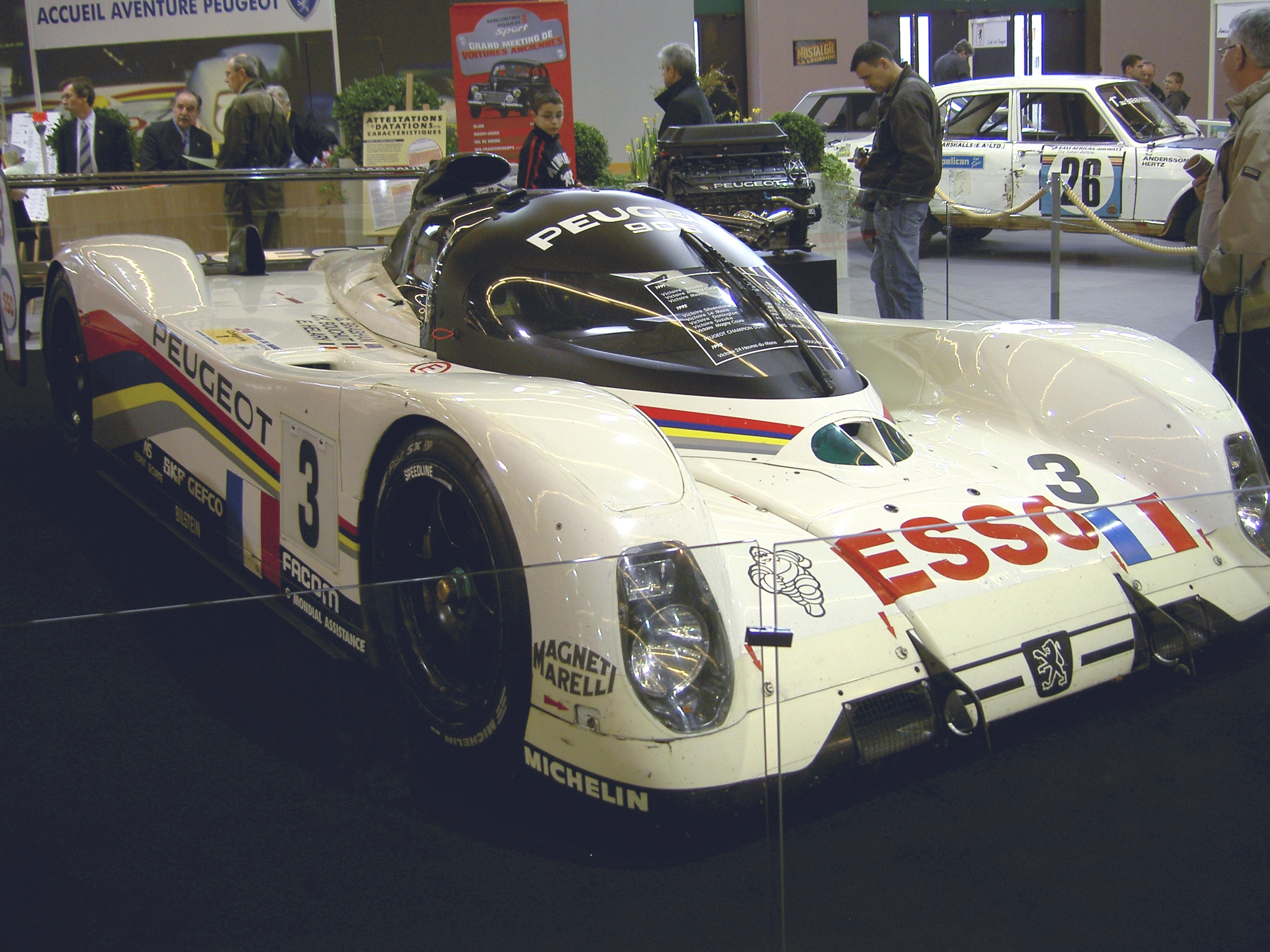
Der Siegerwagen:Peugeot 905 Evo 1 mit der Startnummer 3

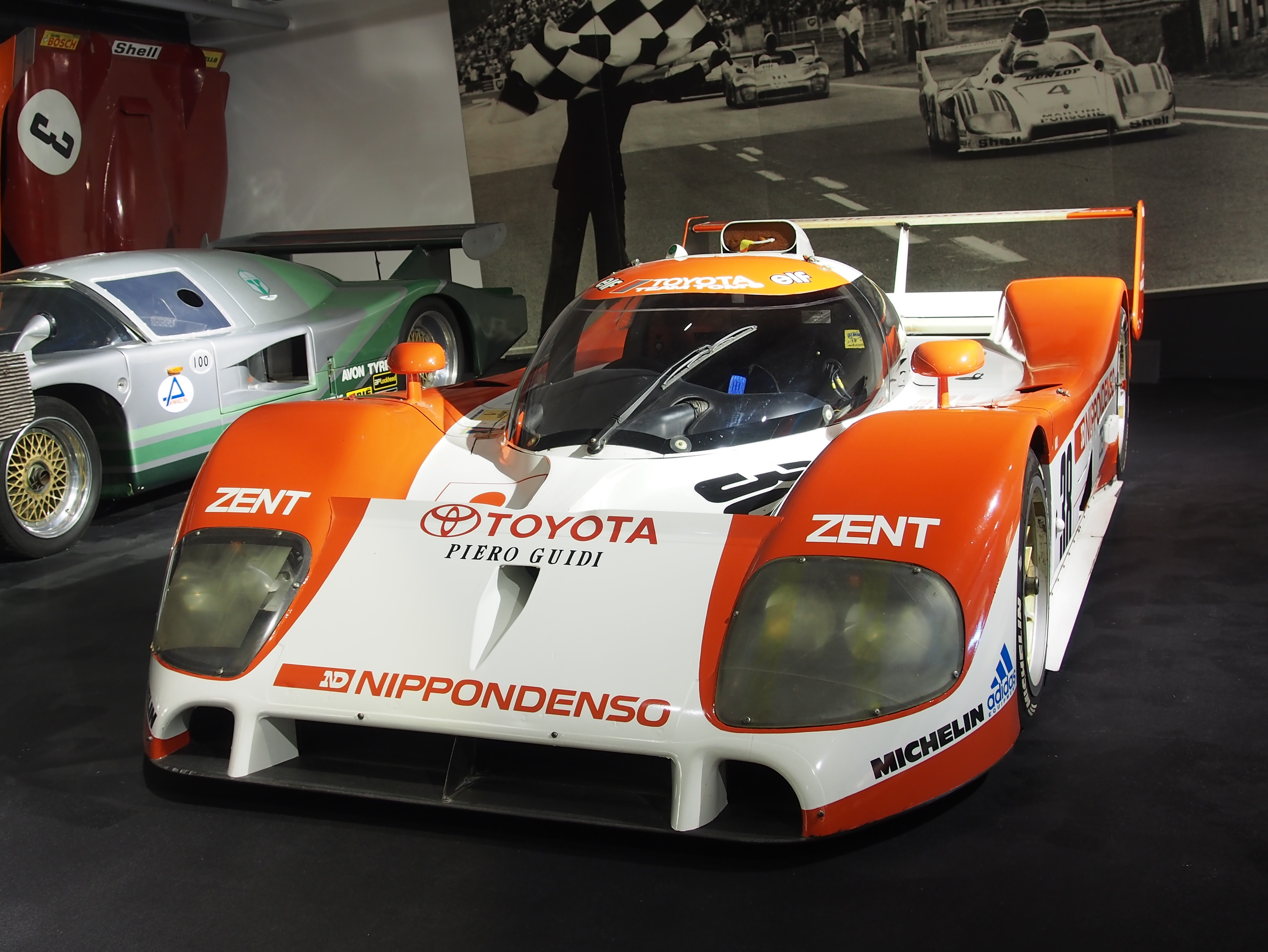
Der achtplatzierte Toyota TS010, gefahren von Geoff Lees, Jan Lammers und Juan Manuel Fangio II

Das 61. 24-Stunden-Rennen von Le Mans, der 61e Grand Prix d’Endurance les 24 Heures du Mans, auch 24 Heures du Mans, Circuit de la Sarthe, Le Mans, fand vom 19. bis 20. Juni 1993 auf dem Circuit des 24 Heures statt.

## Das Rennen
Mit dem Ende der Sportwagen-Weltmeisterschaft 1992 fehlte der Sportwagenszene eine Meisterschaft. Das 24-Stunden-Rennen 1993 konnte dennoch mit einem namhaften Starterfeld aufwarten. Das Werksteam von Peugeot hatte unter der Leitung von Jean Todt beim zweiten Antreten 1992 mit dem 905 den ersten Sieg einfahren können. Derek Warwick, Yannick Dalmas und Mark Blundell siegten mit deutlichem Vorsprung auf einem Toyota TS010. Bei Peugeot war der 905 kontinuierlich weiterentwickelt worden. 1992 fuhr man in der Sportwagen-Weltmeisterschaft durchgehend die Evolutionsstufe 905 Evo 1 Bis. In Le Mans 1992 kam er ebenfalls zum Einsatz und Todt bestand darauf auch 1993 dieses Modell zu verwenden, das aus seiner Sicht für ein 24-Stunden-Rennen besser geeignet war als der Evo2. Dessen Entwicklung wurde bereits vor dem Ersteinsatz des Evo 1 begonnen, bis zur Einstellung des Engagements von Peugeot in der Sportwagenweltmeisterschaft aber nicht mehr vollendet. Durch eine zerklüftete Frontpartie hob er sich von seinem Vorgänger ab, zudem sorgte ein schmaleres Cockpit für weniger Luftwiderstand und Gewicht. Aufgrund seines futuristisch wirkenden Äußeren, erhielt das Fahrzeug bald den Spitznamen Supercopter. Neben vielen Änderungen im Detail war eine weitere wichtige Neuerung das halbautomatische 6-Gang-Getriebe, das den Fahrern das Schalten vereinfachen sollte.
Einziger Gegner um den Gesamtsieg waren die ebenfalls adaptierten TS010 von Toyota. Den inzwischen schon fast ein Jahrzehnt alten Porsche 962-Varianten wurden genauso wenig Chancen auf den Gesamtsieg eingeräumt wie der Neukonstruktion von Yves Courage, dem C30.
Den ersten Zwischenfall gab es schon im WarmUp als Eddie Irvine im TS010 mit dem Ferrari 348LM von Robin Smith kollidierte und damit einen Trainingsabbruch auslöste. Während der Toyota bis zum Rennen repariert werden konnte, musste das Ferrari-Trio auf einen Renneinsatz verzichten. Ausgerechnet Irvine führte dann die ersten zehn Runden im Rennen bis zum ersten Tankstopp an, wo er als Einziger der Piloten der Spitzenwagen für einen zweiten Stint im Auto blieb. Damit führte der Ire weiter das Rennen an. Erst beim zweiten Stopp verlor der Toyota die Führung an die Peugeots, die von da an das Renntempo vorgaben. Lange blieb das Rennen zwischen den beiden Peugeots mit den Nummern 1 und 3 offen. Am Ende setzte sich das Team Éric Hélary, Christophe Bouchut und Geoff Brabham durch und führte einen Peugeot-Dreifachsieg an.

## Ergebnisse

### Piloten nach Nationen
| 50 Franzosen   | 18 Deutsche     | 14 Briten       | 14 Italiener  | 10 Belgier |
| 9 Schweizer    | 7 US-Amerikaner | 7 Japaner       | 2 Australier  | 2 Dänen    |
| 2 Schweden     | 2 Südafrikaner  | 1 Argentinier   | 1 Brasilianer | 1 Grieche  |
| 1 Niederländer | 1 Österreicher  | 1 Salvadorianer | 1 Spanier     |            |

### Schlussklassement
| Pos.               | Klasse | Nr. | Team                        | Fahrer                                                   | Chassis                   | Motor                              | Reifen | Runden |
| ------------------ | ------ | --- | --------------------------- | -------------------------------------------------------- | ------------------------- | ---------------------------------- | ------ | ------ |
| 1                  | C1     | 3   | Peugeot Talbot Sport        | Éric Hélary Christophe Bouchut Geoff Brabham             | Peugeot 905 Evo 1B        | Peugeot SA35 3.5L V10              | M      | 375    |
| 2                  | C1     | 1   | Peugeot Talbot Sport        | Thierry Boutsen Yannick Dalmas Teo Fabi                  | Peugeot 905 Evo 1B        | Peugeot SA35 3.5L V10              | M      | 374    |
| 3                  | C1     | 2   | Peugeot Talbot Sport        | Philippe Alliot Mauro Baldi Jean-Pierre Jabouille        | Peugeot 905 Evo 1B        | Peugeot SA35 3.5L V10              | M      | 367    |
| 4                  | C1     | 36  | Toyota Team Tom's           | Eddie Irvine Toshio Suzuki Masanori Sekiya               | Toyota TS010              | Toyota RV10 3.5L V10               | M      | 364    |
| 5                  | C2     | 22  | Y's Racing Team             | Roland Ratzenberger Mauro Martini Naoki Nagasaka         | Toyota 93C-V              | Toyota R36V 3.6L Turbo V8          | D      | 363    |
| 6                  | C2     | 25  | Nisso Trust Racing Team     | George Fouché Eje Elgh Steven Andskär                    | Toyota 93C-V              | Toyota R36V 3.6L Turbo V8          | D      | 358    |
| 7                  | C2     | 21  | Obermaier Racing GmbH       | Otto Altenbach Jürgen Oppermann Loris Kessel             | Porsche 962C              | Porsche Type-935 3.0L Turbo Flat-6 | G      | 355    |
| 8                  | C1     | 38  | Toyota Team Tom's           | Geoff Lees Jan Lammers Juan Manuel Fangio II             | Toyota TS010              | Toyota RV10 3.5L V10               | M      | 353    |
| 9                  | C2     | 18  | Joest Porsche Racing        | Bob Wollek Henri Pescarolo Ronny Meixner                 | Porsche 962C              | Porsche Type-935 3.0L Turbo Flat-6 | G      | 351    |
| 10                 | C2     | 14  | Courage Compétition         | Derek Bell Lionel Robert Pascal Fabre                    | Courage C30LM             | Porsche Type-935 3.0L Turbo Flat-6 | G      | 347    |
| 11                 | C2     | 13  | Courage Compétition         | Pierre Yver Jean-Louis Ricci Jean-François Yvon          | Courage C30LM             | Porsche Type-935 3.0L Turbo Flat-6 | G      | 343    |
| 12                 | C2     | 10  | Porsche Kremer Racing       | Jürgen Lässig Giovanni Lavaggi Wayne Taylor              | Porsche 962CK6            | Porsche Type-935 3.0L Turbo Flat-6 | D      | 328    |
| 13                 | C2     | 11  | Porsche Kremer Racing       | Andy Evans Tomás Saldaña François Migault                | Porsche 962CK6            | Porsche Type-935 3.0L Turbo Flat-6 | D      | 316    |
| 14                 | C2     | 23  | Team Guy Chotard            | Denis Morin Didier Caradec Alain Sturm                   | Porsche 962C              | Porsche Type-935 3.0L Turbo Flat-6 | G      | 308    |
| 15                 | GT     | 47  | Monaco Media International  | Joël Gouhier Jürgen Barth Dominique Dupuy                | Porsche 911 Carrera RSR   | Porsche 3.8L Flat-6                | P      | 304    |
| 16                 | GT     | 78  | Jack Leconte                | Jesús Pareja Jack Leconte Pierre de Thoisy               | Porsche 911 Carrera RSR   | Porsche 3.8L Flat-6                | G      | 301    |
| 17                 | GT     | 65  | Heico Dienstleistungen      | Ulrich Richter Dirk Rainer Ebeling Karl-Heinz Wlazik     | Porsche 911 Carrera RSR   | Porsche 3.8L Flat-6                | Y      | 299    |
| 18                 | GT     | 77  | Scuderia Chicco d'Oro       | Claude Haldi Olivier Haberthur Charles Margueron         | Porsche 911 Carrera RSR   | Porsche 3.8L Flat-6                | P      | 299    |
| 19                 | GT     | 62  | Konrad Motorsport           | Franz Konrad Jun Harada Antonio Herrmann de Azevedo      | Porsche 911 Carrera RS    | Porsche 3.8L Flat-6                | Y      | 293    |
| 20                 | C2     | 24  | Graff Racing                | Jean-Bernard Bouvet Richard Balandras Bruno Miot         | Spice SE89C               | Cosworth DFL 3.3L V8               | G      | 288    |
| 21                 | GT     | 66  | Mühlbauer Motorsport        | Gustl Spreng Sandro Angelastri Fritz Müller              | Porsche 911 Carrera RS    | Porsche 3.6L Flat-6                | P      | 276    |
| 22                 | GT     | 40  | Obermaier Racing GmbH       | Philippe Olczyk Josef Prechtl Gérard Dillmann            | Porsche 911 Carrera 2 Cup | Porsche 3.8L Flat-6                | P      | 274    |
| 23                 | GT     | 55  | Agusta Racing               | Onofrio Russo Riccardo Agusta Paolo Mondini              | Venturi 500LM             | Renault PRV 3.0L Turbo V6          | D      | 274    |
| 24                 | LMP    | 33  | Welter Racing               | Patrick Gonin Bernard Santal Alain Lamouille             | WR LM93                   | Peugeot 2.0L Turbo I4              | M      | 268    |
| 25                 | GT     | 57  | Écurie Toison d’Or          | Marc Duez Éric Bachelart Philippe Verellen               | Venturi 500LM             | Renault PRV 3.0L Turbo V6          | D      | 267    |
| 26                 | GT     | 49  | Team Paduwa                 | Bruno Ilien Alain Gadal Bernard Robin                    | Porsche 911 Carrera 2 Cup | Porsche 3.6L Flat-6                | D      | 266    |
| 27                 | GT     | 70  | Éric Graham                 | Pascal Witmeur Michel Neugarten Jacques Tropenat         | Venturi 500LM             | Renault PRV 3.0L Turbo V6          | D      | 262    |
| 28                 | GT     | 91  | Alain Lamouille             | Patrice Roussel Edouard Sezionale Hervé Rohée            | Venturi 500LM             | Renault PRV 3.0L Turbo V6          | D      | 246    |
| 29                 | GT     | 92  | BBA Compétition             | Jean-Luc Maury-Laribière Michel Krine Patrick Camus      | Venturi 500LM             | Renault PRV 3.0L Turbo V6          | D      | 243    |
| 30                 | LMP    | 35  | Sport & Immagine SRL        | Fabio Magnani Luigi Taverna Roberto Ragazzi              | Lucchini SP91             | Alfa Romeo 3.0L V6                 | P      | 221    |
| Disqualifiziert    |        |     |                             |                                                          |                           |                                    |        |        |
| 31                 | GT     | 50  | TWR Jaguar Racing           | John Nielsen David Brabham David Coulthard               | Jaguar XJ220              | Jaguar JV6 3.5L Turbo V6           | D      | 306    |
| Ausgefallen        |        |     |                             |                                                          |                           |                                    |        |        |
| 32                 | C2     | 17  | Joest Porsche Racing        | Manuel Reuter Frank Jelinski Louis Krages                | Porsche 962C              | Porsche Type-935 3.0L Turbo Flat-6 | G      | 282    |
| 33                 | LMP    | 34  | Didier Bonnet               | Yvan Muller Gérard Tremblay Georges Tessier              | Debora SP93               | Alfa Romeo 3.0L V6                 | P      | 259    |
| 34                 | C1     | 37  | Toyota Team Tom's           | Pierre-Henri Raphanel Kenny Acheson Andy Wallace         | Toyota TS010              | Toyota RV10 3.5L V10               | M      | 212    |
| 35                 | GT     | 71  | Jacadi Racing               | Jacques Laffite Michel Maisonneuve Christophe Dechavanne | Venturi 500LM             | Renault PRV 3.0L Turbo V6          | D      | 210    |
| 36                 | C2     | 15  | Porsche Kremer Racing       | Almo Coppelli Robin Donovan Steve Fossett                | Porsche 962CK6            | Porsche Type-935 3.0L Turbo Flat-6 | D      | 204    |
| 37                 | GT     | 52  | TWR Jaguar Racing           | Paul Belmondo Jay Cochran Andreas Fuchs                  | Jaguar XJ220              | Jaguar JV6 3.5L Turbo V6           | D      | 176    |
| 38                 | C2     | 28  | Roland Bassaler             | Roland Bassaler Patrick Bourdais Jean-Louis Capette      | Sauber SHS C6             | BMW M88 3.5L I6                    | G      | 166    |
| 39                 | GT     | 44  | Lotus Sport                 | Richard Piper Olindo Iacobelli Ferdinand de Lesseps      | Lotus Esprit S300         | Lotus 2.2L Turbo I4                | D      | 162    |
| 40                 | C2     | 27  | Chamberlain Engineering     | Andy Petery Nick Adams Hervé Regout                      | Spice SE89C               | Cosworth DF 3.5L V8                | G      | 137    |
| 41                 | C2     | 12  | Courage Compétition         | Tomiko Yoshikawa Carlos Moran Alessandro Gini            | Courage C30LM             | Porsche Type-935 3.0L Turbo Flat-6 | G      | 108    |
| 42                 | GT     | 45  | Lotus Sport                 | Yōjirō Terada Peter Hardman Thorkild Thyrring            | Lotus Esprit S300         | Lotus 2.2L Turbo I4                | D      | 92     |
| 43                 | GT     | 56  | Stéphane Ratel              | Costas Los Johannes Badrutt Claude Brana                 | Venturi 500LM             | Renault PRV 3.0L Turbo V6          | D      | 80     |
| 44                 | GT     | 46  | Le Mans Porsche Team        | Walter Röhrl Hans Joachim Stuck Hurley Haywood           | Porsche 911 Turbo S LM    | Porsche 3.2L Turbo Flat-6          | G      | 79     |
| 45                 | GT     | 76  | Cartronic Motorsport        | Enzo Calderari Luigino Pagotto Lilian Bryner             | Porsche 911 Carrera 2 Cup | Porsche 3.6L Flat-6                | P      | 64     |
| 46                 | GT     | 48  | Team Paduwa                 | Harald Grohs Jean-Paul Libert Didier Theys               | Porsche 911 Carrera 2 Cup | Porsche 3.6L Flat-6                | D      | 8      |
| 47                 | GT     | 51  | TWR Jaguar Racing           | Armin Hahne Win Percy David Leslie                       | Jaguar XJ220              | Jaguar JV6 3.5L Turbo V6           | D      | 6      |
| Nicht gestartet    |        |     |                             |                                                          |                           |                                    |        |        |
| 48                 | GT     | 72  | Simpson Engineering         | Robin Smith Stefano Sebastiani Tetsuya Ota               | Ferrari 348LM             | Ferrari 3.4L V8                    | P      | 1      |
| 49                 | GT     | 41  | Obermaier Racing GmbH       | Ruggero Grassi Sergio Brambilla Renato Mastropietro      | Porsche 911 Carrera Cup 2 | Porsche 3.8L Flat-6                |        | 2      |
| Nicht qualifiziert |        |     |                             |                                                          |                           |                                    |        |        |
| 50                 | GT     | 99  | Georgia Automotive Mig Tako | Pierre Honegger Giampiero Consonni Philippe Renault      | MIG M100                  | Motori Moderni 3.5L V12            | P      | 3      |

1 Unfall im Warm Up
2 Unfall im Training
3 Nicht qualifiziert

### Nur in der Meldeliste
Hier finden sich Teams, Fahrer und Fahrzeuge die ursprünglich für das Rennen gemeldet waren, aber aus den unterschiedlichsten Gründen daran nicht teilnahmen.
| Pos. | Klasse | Nr. | Team                       | Fahrer                                                               | Chassis                   | Motor                              | Reifen |
| ---- | ------ | --- | -------------------------- | -------------------------------------------------------------------- | ------------------------- | ---------------------------------- | ------ |
| 51   | C1     | 7   | Jean-Louis Ricci           | Robs Lamplough Olivier Leclére Jean-Louis Ricci Jean-Francois Véroux | Allard J2X-C              | Cosworth DFL 3.3L V8               |        |
| 52   | C2     | 26  | GP Motorsport              |                                                                      | Spice SE90C               | Cosworth DFL 3.0L V8               |        |
| 53   | C4     | 58  | Roock Racing International | Bruno Eichmann                                                       | Porsche 911 Carrera RSR   | Porsche 3.8L Flat-6                |        |
| 54   | C4     | 59  | Roock Racing International | Mike Hezemans                                                        | Porsche 911 Carrera RSR   | Porsche 3.8L Flat-6                |        |
| 55   | C4     | 63  | Ed Arnold                  |                                                                      | BMW M5                    |                                    |        |
| 56   | C4     | 67  | Fa Derknum GmbH            | Bruno Ilien Hans Dorr Günter Döbler Marcus Menden                    | Porsche 911 Carrera 2 Cup | Porsche 3.6L Flat-6                |        |
| 57   | C4     | 74  |                            | John Graham                                                          | Ford Mustang              |                                    |        |
| 58   | C4     | 75  | Chevrolet Bob Jankel       |                                                                      | Chevrolet Corvette        |                                    |        |
| 59   | C2     |     | ADA Engineering            | Thorkild Thyrring                                                    | Porsche 962C GTi          | Porsche Type-935 3.0L Turbo Flat-6 |        |
| 60   | C2     |     | Chevrolet John Graham      |                                                                      | Chevrolet Corvette        |                                    |        |
| 61   | C2     |     | Chris Hodgetts             |                                                                      | BMW M5                    |                                    |        |

### Klassensieger
| Klasse    | Fahrer              | Fahrer             | Fahrer          | Fahrzeug                | Platzierung im Gesamtklassement |
| --------- | ------------------- | ------------------ | --------------- | ----------------------- | ------------------------------- |
| Gruppe C1 | Eric Hélary         | Christophe Bouchut | Geoff Brabham   | Peugeot 905 Evo 1B      | Gesamtsieg                      |
| Gruppe C2 | Roland Ratzenberger | Mauro Martini      | Naoki Nagasaka  | Toyota 93C-V            | Rang 5                          |
| LMP       | Patrick Gonin       | Bernard Santal     | Alain Lamouille | WR LM93                 | Rang 24                         |
| GT        | Joël Gouhier        | Jürgen Barth       | Dominique Dupuy | Porsche 911 Carrera RSR | Rang 15                         |

### Renndaten
- Gemeldet: 61
- Gestartet: 48
- Gewertet: 30
- Rennklassen: 4
- Zuschauer: 110.000
- Ehrenstarter des Rennens: Prinz Albert von Monaco
- Wetter am Rennwochenende: sonnig und heiß
- Streckenlänge: 13,600 km
- Fahrzeit des Siegerteams: 23:54:12.590 Stunden
- Gesamtrunden des Siegerteams: 376
- Distanz des Siegerteams: 5100,000 km
- Siegerschnitt: 213,358 km/h
- Pole Position: Philippe Alliot – Peugeot 905 Evo 1B (#2) – 3.24,940 – 238,899 km/h
- Schnellste Rennrunde: Eddie Irvine – Toyota TS010 (#36) – 3.27,470 – 235,986 km/h
- Rennserie: zählte zu keiner Rennserie